# Medenbachita
La medenbachita és un mineral de la classe dels fosfats. Rep el nom en honor d'Olaf Medenbach (1949 -), mineralogista de la Universitat del Ruhr, a Bochum, Alemanya.

## Característiques
La medenbachita és un arsenat de fórmula química Bi₂Fe3+Cu2+(AsO₄)₂O(OH)₃. Va ser aprovada com a espècie vàlida per l'Associació Mineralògica Internacional l'any 1993. Cristal·litza en el sistema triclínic. La seva duresa a l'escala de Mohs és 4,5. És l'anàleg de coure de la neustädtelita i la cobaltneustädtelita.
Segons la classificació de Nickel-Strunz, la medenbachita pertany a «08.BK: Fosfats, etc. amb anions addicionals, sense H₂O, amb cations de mida mitjana i gran, (OH, etc.):RO₄ = 2:1, 2,5:1» juntament amb els següents minerals: brasilianita, neustädtelita, cobaltneustädtelita, curetonita, heyita, jamesita i lulzacita.

## Formació i jaciments
Va ser descoberta a Point 8.0, a la localitat de Borstein (Hessen, Alemanya). Posteriorment també ha estat descrita a la propera Point 14.0, a Hohenstein (també a Hessen), a Miedzianka (Baixa Silèsia, Polònia), i a la mina Fonte da Cal (Guarda, Portugal). Aquests quatre indrets són els únics de tot el planeta on ha estat descrita aquesta espècie mineral.